# أي ايه كي -971
أي ايه كي -971 (بالإنجليزية: AEK-971)‏ هي بندقية اقتحام روسية تم تطويرها في كوفروف في الثمانيات.

## وصلات خارجية
- AEK-971 on Vitaly V. Kuzmin Blog